# Berenice (Racine)

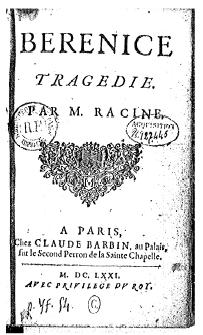
Edición de 1671.

Representada en 1670, los cinco actos de Berenice, del dramaturgo francés Racine están basados en una frase del historiador Suetonio: «Tito, que amaba apasionadamente a Berenice, y que incluso, según se decía, había prometido casarse con ella, la expulsó de Roma, a su pesar y a pesar de ella, desde los primeros días de su Imperio». La sencillez de este tema es lo que más atrajo a Racine: Tito condena a Berenice en nombre de Roma y de una legalidad mítica.
Ocho días después del estreno de Berenice, la compañía de Molière estrena Tito y Berenice del gran rival de Racine, Corneille. La obra de Corneille era una comedia heroica, en la que el desenlace anulaba el dilema entre deber y amor, introduciendo la voluntad como elemento resolutivo. El amor posible (aunque rechazado por la voluntad) de "Tito y Berenice" es un amor imposible en "Berenice". Berenice entiende que el amor sólo podrá seguir si los dos amantes no se vuelven a ver y toma la heroica resolución de la separación.

## Argumento
- Acto I: Antíoco confiesa a un amigo suyo el amor que siente hacia Berenice. Esta, que lo ignora, se siente feliz ante su próxima boda con Tito, que acaba de ser nombrado emperador GAMBA

- Acto II: Tito reconoce que no se puede casar con Berenice porque no es romana. No se atreve a hablar con ella.

- Acto III: A petición de Tito, Antíoco explica a Berenice que el emperador ha decidido separarse de ella.

- Acto IV: Tito confirma a Berenice su posición. Berenice piensa en darse muerte.

- Acto V: Berenice acaba aceptando la decisión de Tito. Volverá a Palestina y reinará en sus dominios.

- Datos: Q793366
- Multimedia: Bérénice (play) / Q793366